# Cyclophora ocellaria
Cyclophora ocellaria là một loài bướm đêm trong họ Geometridae.